# Шестаков, Александр Павлович
Александр Павлович Шестаков (1848—1903/1904) — контр-адмирал Российского императорского флота, участник русско-турецкой войны 1877—1878 годов; Георгиевский кавалер.

## Биография
Родился 24 августа (5 сентября) 1848 года в деревне Радоча Маловишерско-Крестецкого уезда Новгородской губернии (ныне деревня в составе Савинского сельского поселения Новгородского района Новгородской области) в семье надворного советника. В 1865 году поступил в Морское училище, в службе с 1866 года. В 1869 году был произведён в гардемарины. В том же году на паровом клипере «Алмаз» под командованием капитана В. Н. Брылкина отправился в кругосветное плавание. Во время этого плавания Шестаков почти год был флагманским начальником отряда Свиты Его Величества контр-адмирала М. Я. Фёдоровского. 20 апреля 1871 года произведён в мичманы. 6 июня 1872 года вернулся из кругосветного плавания. В 1873 году прошёл обучение в гальваническом офицерском классе при учебно-артиллерийской команде. Служил на мониторе «Вещун», колёсном пароходе «Волга», винтовом корвете «Варяг» и судах учебной эскадры Морского училища.

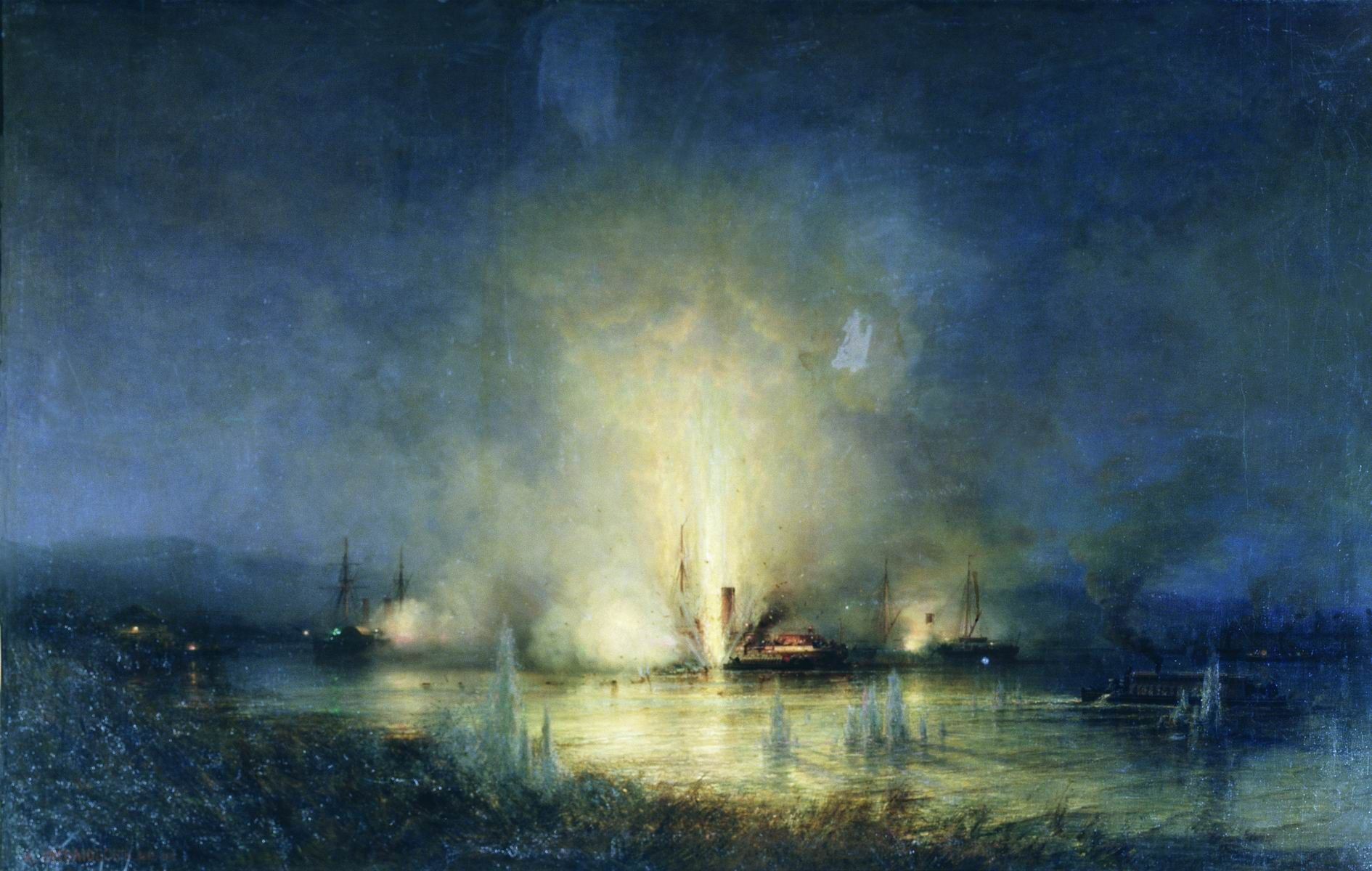
А. Боголюбов. Потопление турецкого монитора «Сейфи» на Дунае 14 мая 1877 года.

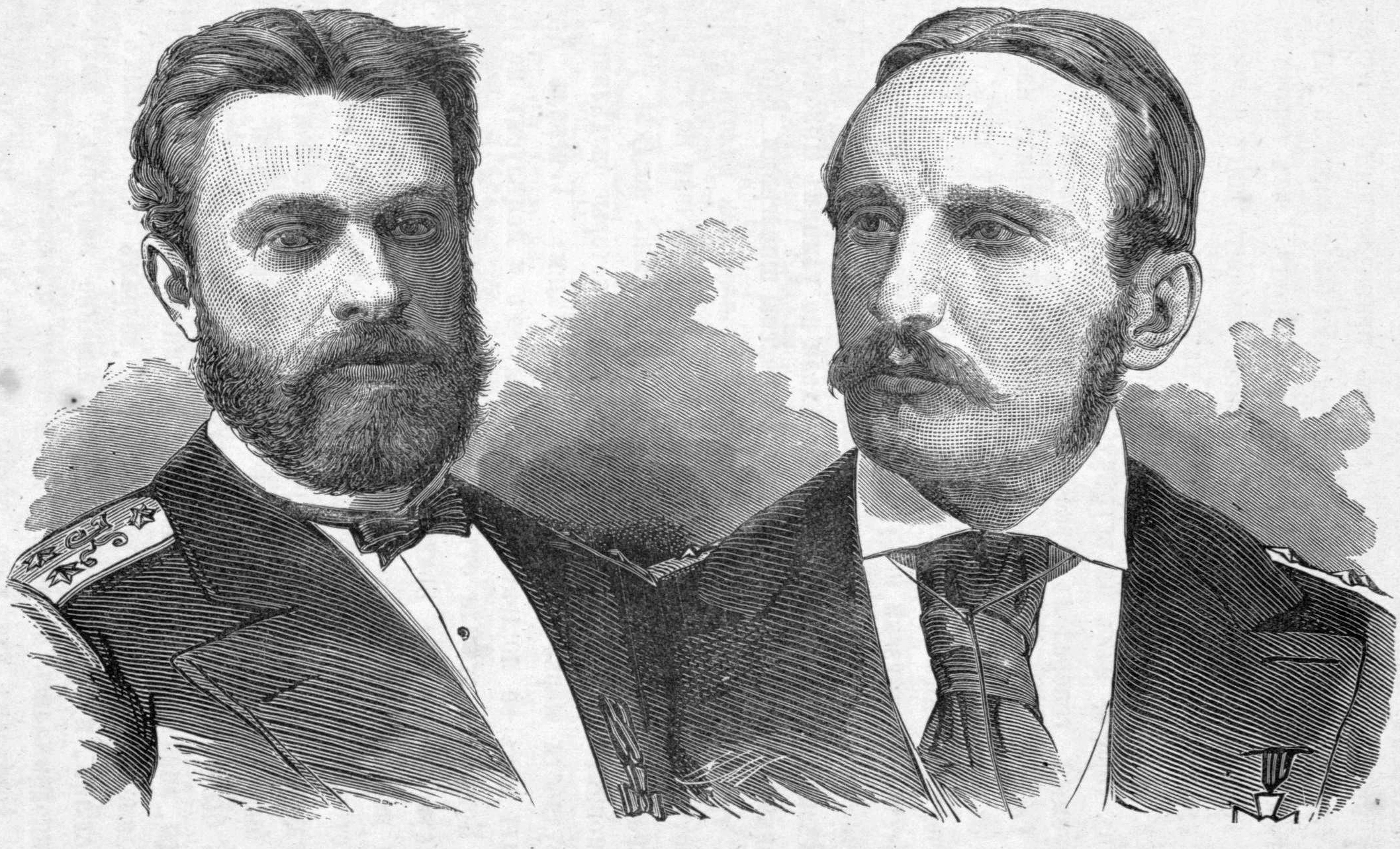
А. П. Шестаков и Ф. В. Дубасов, 1878

В 1875 году Шестаков был произведен в лейтенанты. В 1876 году служил старшим офицером, а с 1877 года — командиром канонерской лодки «Великий князь Николай» (в 1876 году закуплена в Румынии под названием «Фулджирул»). Участник русско-турецкой войны 1877—1878 годов. 28 апреля и 2 мая 1877 года лейтенант Шестаков на минном катере «Джигит», совместно с экипажем катера «Ксения» дважды произвёл рекогносцировку Мачинского рукава Дуная для выбора места постановки мин, а 4 мая в составе отряда катеров «Ксения», «Джигит» (лейтенант Шестаков), «Царевна» (мичман В. П. Персин) и 5 гребных шлюпок участвовал в постановке заграждения из 32 гальванических мин выше г. Браилова для защиты его от бомбардировки с турецких судов. В ночь с 13 на 14 мая отряд под командованием лейтенанта Ф. В. Дубасова в составе четырёх минных катеров: «Царевич» (командир — Дубасов), «Ксения» (лейтенант Шестаков), «Джигит» (мичман Персин) и «Царевна» (мичман Баль), выйдя из Браилова, направился в Манчинский рукав Дуная, где обнаружил стоящие там турецкие суда (как впоследствии оказалось: монитор «Сейфи», броненосную лодку «Фетх-уль-Ислам» и вооруженный пароход). Лейтенант Дубасов первым атаковал шестовой миной монитор «Сейфи» в левый борт, затем лейтенант Шестаков под огнём двух турецких судов нанёс монитору второй минный удар в тот же левый борт, после которого неприятельское судно затонуло. После взрыва у катера Шестакова запутался винт в обломках турецкого монитора. Шестаков стал очищать его, оставаясь почти у самого неприятельского борта и отстреливаясь из револьвера, ему помогала команда стрельбой из штуцерных оружий. В то же время лейтенант Дубасов, мичманы Персин и Баль под непрекращающимся вражеским огнем подошли на трех катерах к тонущему турецкому монитору и сняли с него кормовой флаг. После этого был дан сигнал к отступлению, и русские катера под неприятельским огнём, не потеряв ни одного человека, стали отходить.
16 мая 1877 года «за взрыв миноносными шлюпками турецкого монитора на Дунае 14 мая 877» император Александр II наградил Дубасова и Шестакова, первыми в той военной кампании, орденами Святого Георгия 4-й степени. В государевой телеграмме говорилось: «Сердце мое радуется за наших молодцов-моряков!». Лейтенант А. П. Шестаков «за отличную распорядительность и храбрость в делах против неприятеля» также получил от Великого Князя Николая Николаевича золотую саблю с надписью «За храбрость» и чин капитан-лейтенанта.
Шестаков продолжал и в дальнейшем принимать деятельное участие в боевых действиях Дунайской флотилии. Так, 11 июня 1887 года, командуя катером «Царевич», вместе с экипажами катеров «Птичка» (мичман Аркас) и «Царевна» (мичман Баль) произвел разведку у г. Мачина с целью подтверждения факта оставления города турками, после чего принял участие в переправе войск через Дунай и в занятии этого города. 22 июля 1877 года командуя минёрами на гребных шлюпках поставил минное заграждение из семи мин на подходах к порту Кюстенджи.
В 1878 году был назначен командиром монитора «Никополь» (бывший турецкий монитор «Podgorica», захваченным в 1877 году русскими войсками при взятии г. Никополя на Дунае). В 1879 году служил старшим офицером на корвете «Варяг», входящего в состав отряда судов Морского училища. В 1880 году служил в той же должности на новопостроенном парусно-винтовом клипере «Опричник». Некоторое время был адъютантом опального великого князя Константина Николаевича, как офицер 1-го флотского корпуса его имени. В 1890 году был пожалован Высочайшим подарком, в 1892 году — подарком с вензелем изображения Высочайшего имени. В 1892 году командовал канонерской лодкой «Кубанец», 6 декабря 1894 года назначен командиром броненосца «Адмирал Ушаков», испытательные походы которого продлились три кампании подряд. С января 1898 года был прикомандирован к 18 флотскому экипажу. 14 мая 1902 года произведён в контр-адмиралы.
Умер 19 декабря 1903 (1 января 1904) года в Санкт-Петербурге, похоронен на кладбище в селе Большое Кузьмино Царскосельского уезда.

## Награды
Контр-адмирал А. П. Шестаков был награждён орденами и медалями Российской империи:
- орден Святого Георгия 4 степени (16.05.1877);
- Золотая сабля «за храбрость» (1877) ;
- орден Святого Владимира 4 степени с мечами и бантом (1877);
- орден Святого Станислава 2 степени (1880);
- орден Святой Анны 2 степени (1883);
- орден Святого Владимира 3 степени (06.12.1898);
- светло-бронзовая медаль «В память русско-турецкой войны 1877—1878» (1878);
- медаль «В память коронации императора Александра III» (1883) ;
- серебряная медаль «В память царствования императора Александра III» (1896);

Иностранные:
- Крест «За переход через Дунай» (1879, Румыния);
- орден Спасителя, командорский крест (1880, Греция);
- орден Саксен-Эрнестинского дома, крест с мечами (1882, Саксен-Альтенбург);
- орден Саксен-Эрнестинского дома, крест со звездой и мечами (1884, Саксен-Альтенбург);
- орден Почётного легиона, офицер (1897, Франция);
- орден Красного Орла 2 класса (1897, Пруссия);
- медаль за храбрость (1879, Черногория);
- медаль за храбрость (1880, Румыния).

## Память

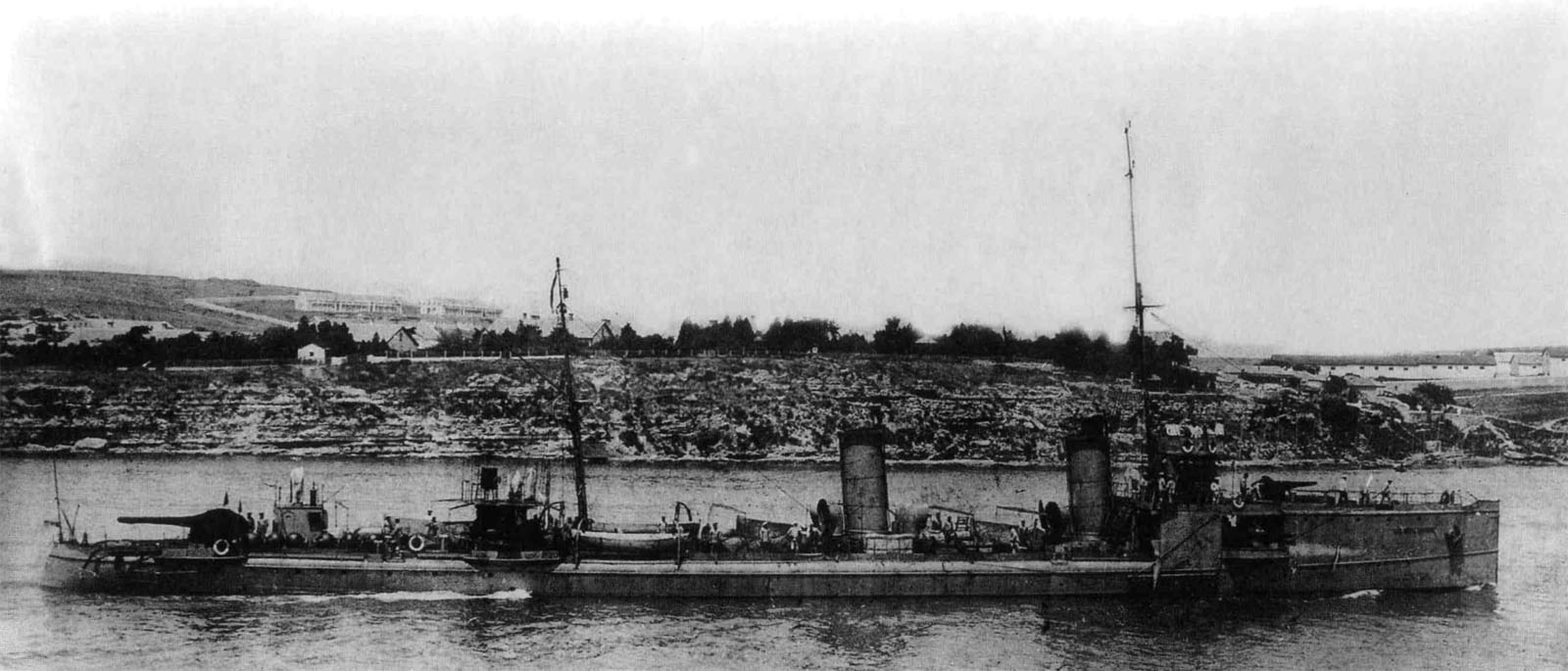
Миноносец «Лейтенант Шестаков»

- В 1878 году были выпущены красочные открытки с портретом Шестакова и других героев войны. Композитор Ю. Лангенбах сочинил марш под названием «Дубасов и Шестаков».
- В 1906 году именем Александра Павловича Шестакова был назван миноносец «Лейтенант Шестаков». Миноносец участвовал в Первой мировой войне, получил боевые повреждения и был затоплен экипажем в Цемесской бухте — чтобы тот не доставался врагу[2][16].

## Семья
Александр Павлович Шестаков был женат на Марии Рудольфовне Шестаковой (ур. Эйхгольц, 7.9.1865 — ?), которая происходила из семьи петербургского немца Рудольфа Готтлиба Ивановича Эйхгольц — купца 1-й гильдии, владельца магазина платьев у Исаакиевской площади в Санкт-Петербурге. В семье Александра Шестакова было 6 детей: четыре дочери — Мария, Елизавета, Ольга, Надежда и два сына — Георгий и Александр. Сын Александр (1891—1919) пошёл по стопам отца и стал морским офицером.